# Алерија
Алерија (фр. Aléria) насеље је и општина у Француској у региону Корзика, у департману Горња Корзика која припада префектури Кор.
По подацима из 2011. године у општини је живело 2.129 становника, а густина насељености је износила 36,5 становника/km². Општина се простире на површини од 58,33 km². Налази се на средњој надморској висини од 10 метара (максималној 102 m, а минималној 0 m).

## Демографија
| 1962. | 1968. | 1975. | 1982. | 1990. | 1999. | 2011. |
| ----- | ----- | ----- | ----- | ----- | ----- | ----- |
| 778   | 1.913 | 2.885 | 2.410 | 2.022 | 1.966 | 2.129 |

График промене броја становника у току последњих година